# Marienfloss
Marienfloss est un lieu-dit de la commune française de Sierck-les-Bains dans le département de la Moselle.

## Toponymie
Anciennes mentions : Bruch alias Mariensflosse (1594) ; Marienflos nostre dame, collegialle (dénombrement Th. Alix) ; Marieflus (1606) ; Merienflosz (1625) ; Mariflos (1633) ; Marienflusz (1643).
En français : ruisseau de Marie,.

## Historique
Dépendait de la prévôté de Sierck sous la coutume du Duché de Lorraine et faisait partie sur le plan spirituel du diocèse de Trèves.
En ce lieu se trouvait anciennement une abbaye de femmes de l'ordre de Cîteaux, fondée en 1242 par le duc Mathieu II de Lorraine. Celle-ci étant tombée en décadence, le duc Charles II la transféra en 1414 à Freistroff et y substitua des chartreux. 

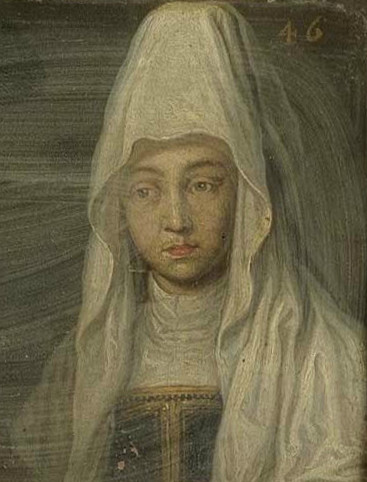
Marguerite du Palatinat, duchesse de Lorraine

La duchesse, née Marguerite du Palatinat, fille du roi des Romains et électeur palatin Robert Ier du Saint-Empire, lasse des infidélités de son époux, se retira à Marienfloss en 1419 pour y mener une vie pieuse et charitable loin des intrigues de la cour de Nancy où son mari entretenait sa jolie maitresse et ses enfants illégitimes. Le chartreux Adolphe d'Essen fut le chapelain de la duchesse et lui apporta son soutien dans la propagation de la pratique du Rosaire. Le duc mourut en 1431 non sans avoir été sermonné par une de ses sujettes, une certaine Jeanne d'Arc qui voulait guerroyer en France. Sa fille Isabelle de Lorraine lui succéda. La duchesse se rapprocha de sa famille et s'installa alors à Einville-au-Jard où elle fonda un hôpital. Elle s'éteignit à Einville-au-Jard en 1434. 
Après la translation des chartreux dans le village voisin de Rettel, en 1433, une collégiale de neuf chanoines fut installée à Marienfloss par René d'Anjou, époux de la duchesse Isabelle Ire de Lorraine, fille de Charles II et de Marguerite de Bavière  et confirmée par une bulle du pape Eugène IV de 1446. Cette collégiale fut ruinée par les Suédois en 1635, et Marienfloss resta la propriété des chartreux de Rettel. 
Au XIXe siècle, il n'y subsistait plus qu'un moulin . Concernant celui-ci, il faisait partie de la commune de Montenach avant 1811.

## Monument
Chapelle de Marienfloss, bâtie en l'honneur de Notre-Dame de Liesse (XIIIe siècle), berceau du Rosaire.